# 通道観
通道観（つうどうかん）は、中国・北周の武帝が、仏教および道教を廃毀した後に設置した国立宗教研究機関的な施設である。
574年（建徳3年）5月に「仏道二教を断ずるの詔」を発した後、6月になって、「通道観設置の詔」が発令された。その詔勅の文章によれば、仏道二教廃毀以前に武帝が盛んに行わせていた儒教・仏教・道教の三教に関する優劣論争の後を受けて、「至道」の名の下に、三教の教理を研究したい旧僧道の中で優秀な者を、公費の研修員として収容するための機関であったようである。通道観には、120名（一説に300名）の学士が置かれ、儒教・仏教・道教の研究に従事した。
120人が選抜されたとされる通道観学士であるが、実際に学士に選ばれた人名は、ほとんど残っていない。諸書に学士であったことが記されている人物は、
- 長孫熾
- 張嵩之
- 普曠
- 彦琮

ら数名に過ぎない。時代が隔たった宋代の道教史書には、北周の通道観に住した「十老」という人々の記録が見えるが、ここでいう通道観が、武帝が創設した施設なのか、あるいは別に道教の道観としての通道観があって、そこに住した道士たちのことなのかが判然とせず、意見の分かれるところとなっている。
また、現代に伝世する道教の大蔵経である道蔵に収録されている、道教では初の類書とされる『無上秘要』は、北周・武帝撰とされており、武帝が通道観で学士たちに命じて編纂させたものとされている。